# Babylonië
Babylonië of het Babylonische Rijk was een koninkrijk in Mesopotamië van 1800 v.Chr. tot 539 v.Chr. Daarnaast wordt de term ook wel geografisch gebruikt om zuidelijk Mesopotamië aan te duiden, waarbij het noordelijk deel dan veelal als Assyrië wordt aangeduid. Het zuidelijk deel van Babylonië wordt op zijn beurt soms aangeduid als Soemer en later als Chaldea.
Het strekte zich uit van het huidige Bagdad tot aan de Perzische Golf. De hoofdstad en het culturele centrum was Babylon. Het was van 800 tot 609 v.Chr. onderworpen aan het Assyrische Rijk.
Van de Babyloniërs zijn een paar van de oudste geschriften van de mensheid bewaard gebleven, zoals het Atrahasis-epos en het Gilgamesj-epos. Beide geschriften beschrijven de schepping van de mens en de zondvloed.

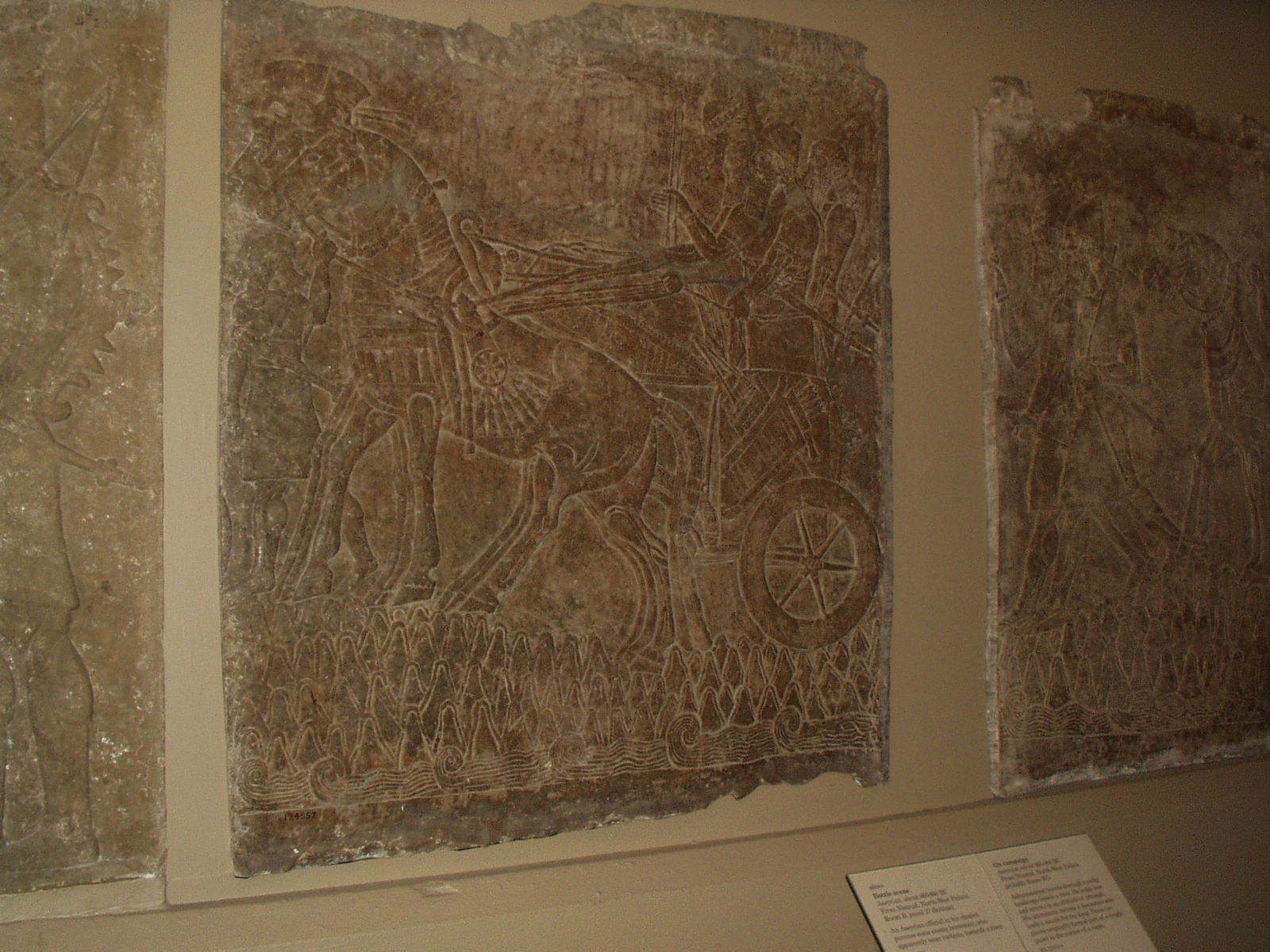
Bas-reliëf van een strijdwagen, Irak

## Overzicht

### Naam
Babylonië, zoals de regio om de stad Babylon (Babylonisch: Bābili, "Poort van God"; Oudperzisch: Babirush) wordt genoemd in de geschiedschrijving, is een eeuwenoud land in Mesopotamië, dat eerst "Sumer" (Soemer) en later "Sumer en Akkad" werd genoemd. Het ligt tussen de Tigris en de Eufraat, ten zuiden van Bagdad, de huidige hoofdstad van Irak. Enigszins te ruim wordt Babylonië ook wel vergeleken met het huidige "Zuid-Irak".

### Oud-Babylonische Rijk

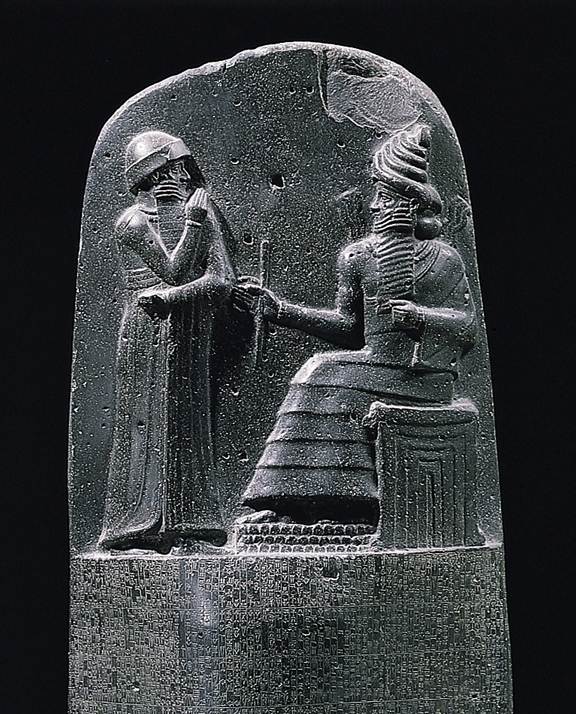
Bovenste deel van de Codex van Hammurabi, die het Oud-Babylonische Rijk vestigde

Babylon werd in 1894/1830/1806 v.Chr. - de chronologie is betwist, vandaar dat we de drie mogelijke data zullen geven - door de Semitische stam van de Amorieten onder Sumu-abum gesticht. Hij liet een muur rond de stad optrekken, waarvan de bouw pas onder zijn opvolger Sumulael werd beëindigd. Lange tijd veranderde er niets aan het belang van Babylon in de regio, totdat Hammurabi (1795/1728/1704 - 1750/1686/1664 v.Chr.) als zesde Amoritische koning op de troon kwam. Hij begreep hoe de politieke situatie van de stadstaten aan te wenden in zijn eigen voordeel en erkende het voordeel van de strategische situatie die Babylon innam. Enerzijds beheerste het door de smalste plaats tussen de Eufraat en de Tigris de handelsroutes, en anderzijds verschafte het een militair voordeel. Al vlug werd Babylon een wereldstad en Hammurabi zijn hoogste heerser. Door Elam, Subartu en Ešnunna te onderwerpen, werd hij ook heerser van Aššur en zijn rijk. De verovering van Larsa breidde zijn koninkrijk uit naar Sumer en Akkad. Aldus werd Babylonië het overheersende koninkrijk in Mesopotamië.

### Kassietenrijk
De Kassieten veroverden Babylon in de 16e eeuw v.Chr. en zouden het land zo'n 4,5 eeuw overheersen. Er is uit die tijd, vooral de eerste helft, maar weinig bekend en daarom wordt de Kassieten-tijd soms als een soort 'donkere Middeleeuwen' gezien. Toch is dat niet helemaal terecht, omdat zeker de latere Kassieten wel degelijk kundige bestuurders waren. Er zijn aanwijzingen dat zij systematisch geprobeerd hebben de oude Sumerische steden, ook Nippur, weer tot bloei te brengen. Hun hoofdstad was Dur-Kurigalzu, zo genoemd naar de stichter, koning Kurigalzu I. Zij hebben waarschijnlijk het noordelijke deel van het huidige Irak nooit goed onder hun gezag kunnen brengen, zodat daar een nieuwe staat kon ontstaan: Midden-Assyrië, die zich met Assur-Uballit I aan overheersing door Mitanni wist te ontworstelen. Er is een aantal verdragen bekend waarbij Aššur en Karduniaš (zoals de Kassieten hun rijk noemden) afspraken maakten over hun onderlinge grens.

### Tussen Assyrië en Elam
Na de ondergang van de Kassieten (ca. 1158 v.Chr.) werd Babylonië vooral een speelbal tussen de machtige buren van Aššur in het noorden en de oude vijand Elam in het oosten. Er was sprake van een kortstondige opleving onder de tweede dynastie van Isin, maar in deze tijd drongen meer en meer Aramese stammen uit de westelijke woestijn door in het Tweestromenland. Een van die stammen vormden de Chaldeeën, die zich uiteindelijk tot in het diepe zuiden van het huidige Irak zouden vestigen en de plaatselijke politiek beheersten.

### Assyrische overheersing
In 729 v.Chr. veroverde Tiglat-Pileser III dit "Midden-Babylonië" en voegde het toe aan zijn Nieuw-Assyrische Rijk. Voordien hadden de Assyriërs Babylonië nog ontzien uit eerbied voor zijn tradities, en zich opgeworpen als beschermers tegen de Chaldeeën die de Babyloniërs nogal eens lastigvielen. Maar toen een Chaldese koning de Babylonische troon usurpeerde grepen zij alsnog in door het rijk in te lijven. Echter werd Babylonië geen provinciestatus gegeven zoals de andere onderworpen volkeren overkwam; in plaats daarvan liet Tiglat-Pileser zich kronen tot koning van Babylon en nam deel aan de bijbehorende Babylonische rituelen uit respect voor de plaatselijke cultuur.

### Nieuw-Babylonische Rijk

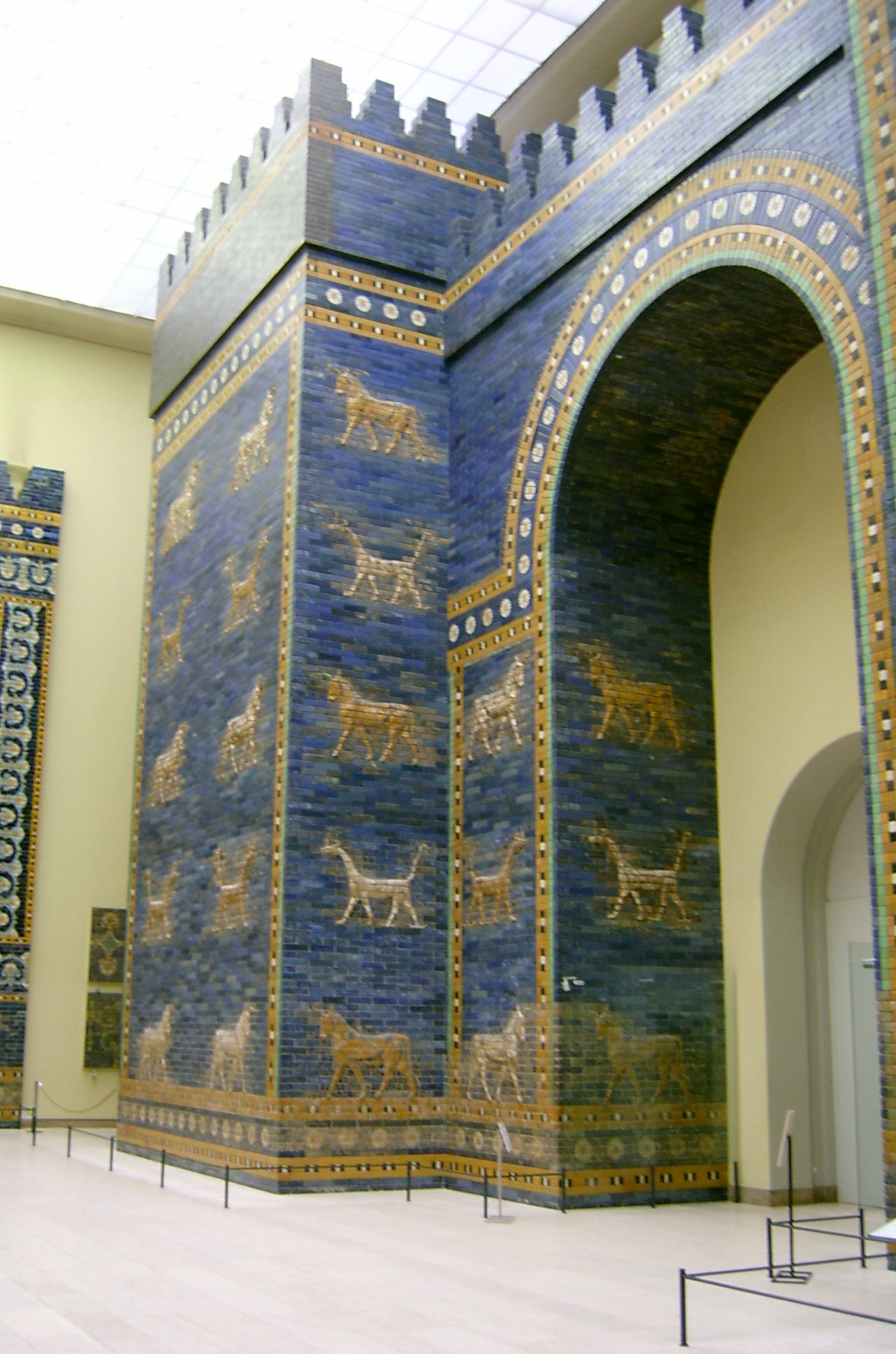
Isjtarpoort in het Pergamonmuseum, Berlijn

Nabopolassar, een Chaldese generaal, kwam in opstand tegen het Assyrische Rijk (dat al 200 jaar over Babylon had geregeerd) in 626 v.Chr., nadat de laatste echt machtige Assyrische koning, Assoerbanipal, was gestorven in 627 v.Chr. Nabopolassar zou de eerste koning van het Nieuw-Babylonische Rijk worden (zie ook Nieuw-Babylonische dynastie). Zijn zoon Nebukadnezar II verfraaide Babylon met de beroemde Isjtarpoort. Dit is het laatste tijdperk waarin Babylonië wordt geregeerd door een inheems vorstenhuis.

## Babylonische beschaving
De Babylonische civilisatie, die ontstond in de 18e eeuw v.Chr. en eindigde in de 6e eeuw v.Chr., was, net als de Sumerische (zijn voorganger), stedelijk van karakter. Desalniettemin was ze toch meer op landbouw gericht dan op industrie. Het land bestond uit een paar steden, omringd door dorpen. Aan het hoofd stond een koning, en onder hem stonden ministers, gouverneurs, en administratoren.
De Babyloniërs vervormden hun Sumerische afkomst met hun eigen cultuur. In twaalfhonderd jaar was er weinig veranderd aan hun manier van leven. Ze integreerden zaken van allerlei andere landen en andere landen namen dingen van hen over. (Denken we vooral het koninkrijk Assyrië, dat bijna hun hele cultuur van de Babyloniërs had afgekeken). Het gebied was dan ook een smeltkroes van culturen, vanwege de oeroude handelsroutes die er kruisten en die al bestonden in het Neolithicum.
De Babylonische cultuur droeg zeker heel wat essentiële kennis en kunde vanuit dat verre verleden mee, die zich over een veel groter gebied uitspreidde, waaronder Anatolië.

## Babylonische samenleving
De meeste Babyloniërs woonden in dicht opeen staande lemen huizen – een enorm verschil met de luxe van de koninklijke paleizen. Deze simpele gebouwen stortten soms in, waarbij de bewoners onder het puin werden bedolven. Als dat gebeurde en de eigenaar van het huis dodelijk gewond raakte, moest de bouwer van het ondeugdelijke bouwwerk volgens de Codex van Hammurabi ter dood worden gebracht. Tijdens het bewind van Hammurabi waren de eigendomsverhoudingen in Mesopotamië heel anders dan in Sumerische tijden.
Hoewel de koning en de tempel de belangrijkste landeigenaren bleven, was er veel meer land in handen van particulieren dan daarvoor. Veel pachtboeren en kleine landeigenaren liepen nu kans schulden te maken als ze door een mislukte oogst hun pacht of rekeningen niet konden betalen. De neerwaartse spiraal van schulden kon uiteindelijk voor degenen die hopeloos diep in de schulden zaten, zelfs leiden tot slavernij.
De Babylonische samenleving was grofweg verdeeld in drie klassen: vrije burgers – zo genoemd omdat ze vrij waren van alle directe dienstverplichtingen, horigen en slaven. De hogere priesters, legerleiders en hoge ambtenaren werden gerekruteerd uit de klasse van de vrije burgers. Dat gold ook voor de meeste schrijvers: het leren van het spijkerschrift was zelfs voor Babyloniërs een moeilijke en tijdrovende onderneming. Schrijvers werden opgeleid aan speciale scholen. Uit bewaard gebleven teksten over Babylonische scholen blijkt wel dat de verhouding leraar-leerling in de tussenliggende culturen niet veel veranderd is.

## Babylonië in de Bijbel
Babylonië wordt in de Bijbel Babel genoemd. Omdat het (bij tijden) een supermacht in het oude oosten was, komt de naam geregeld voor.
In het boek Koningen II duikt Babel/Babylonië opnieuw op. Naar aanleiding van de ziekte van Hizkia komt er een gezantschap uit Babel/Babylonië, en Hizkia laat hun al zijn rijkdommen zien, dan brengt Jesaja de aanzegging van de Babylonische ballingschap.
Deze breekt aan wanneer koning Nebukadnezar II Jeruzalem voor de tweede keer inneemt. Eerst had hij een einde gemaakt aan het koningschap van koning Jojakin. Deze werd vervangen door Zedekia (Willibrordvertaling: Sidkia). Bij de tweede keer maakt hij een einde aan het zelfstandig voortbestaan van Juda. dat gebeurde in 586 v.Chr. Een deel van bevolking, en dan vooral het vooraanstaande deel, voerde hij weg.

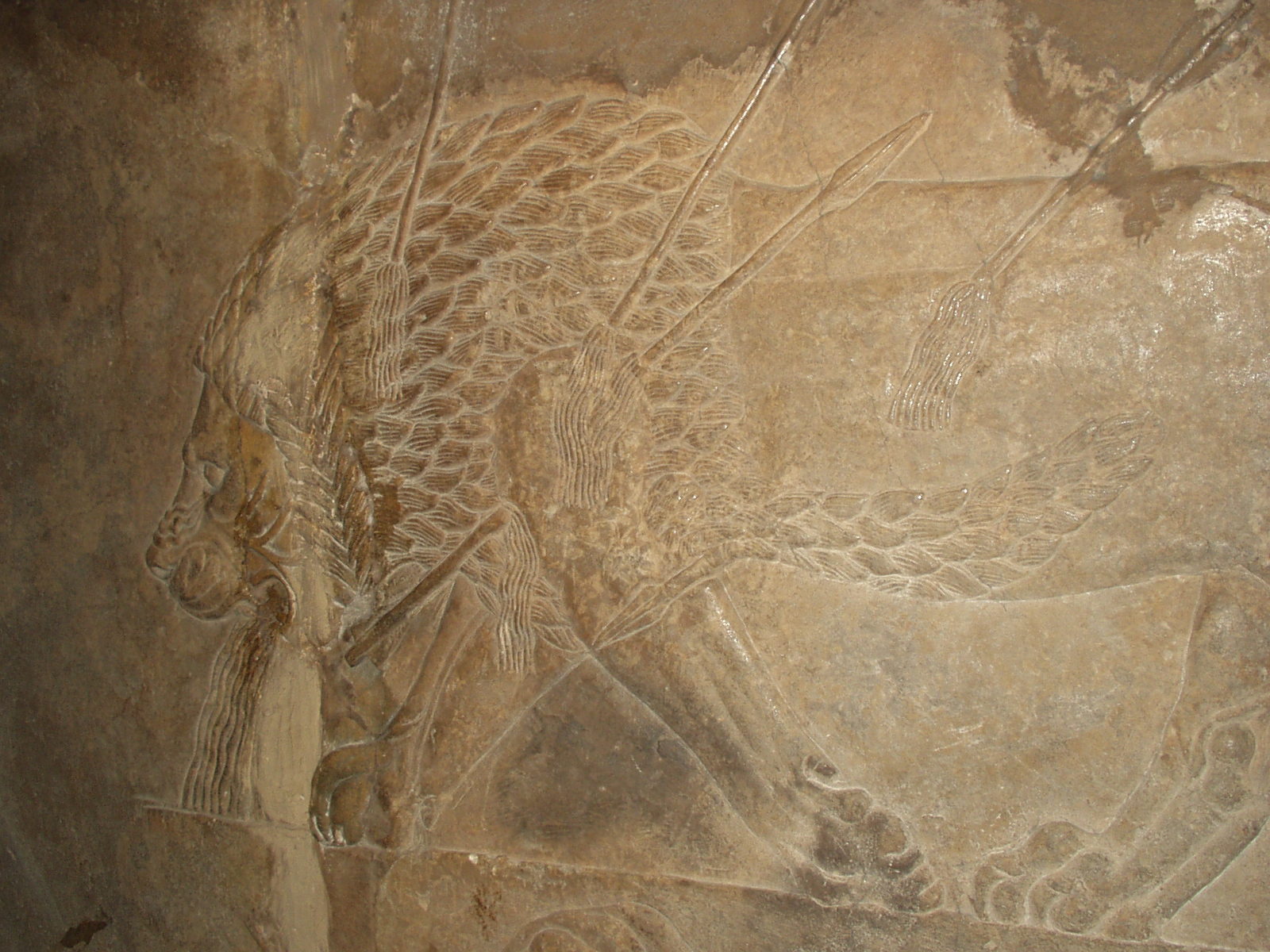
Bas-reliëf van een leeuw, Irak

Veel Bijbelwetenschappers gaan ervan uit dat de eerste vijf Bijbelboeken (Thora of Pentateuch genoemd) en het Deuteronomistisch geschiedwerk tijdens deze periode een belangrijke redactie hebben ondergaan. Dit gebeurde naar aanleiding van de reflectie waarom het volk dit afschuwelijke lot heeft moeten ondergaan. De vertelling van Nebukadnezar, die waanzinnig wordt, wordt door velen beschouwd als verwisseling met koning Nabonedus. Na de val van het nieuw Babylonische rijk komt het Perzische rijk. Koning Kores (Cyrus, alternatief: Xerxes) staat de joden toe weer naar Israël te gaan. Ook na de terugkeer van de ballingen bleven veel joden in Mesopotamië wonen.
De astrologie en waarzeggerij en dergelijke vinden hun oorsprong in Babel/Babylonië. In het Bijbelse boek Daniël wordt hiernaar verwezen, maar we bezitten ook andere bronnen voor de Babylonische astrologie en waarzeggerij. Ook wordt duidelijk wat precies het verschil is tussen Daniël en de honderden waarzeggers en geleerden van Babel/Babylonië.

Over de discussie over de verhouding Bijbelse teksten en Babylonische teksten zie: Babel und Bibel (Duits voor: Babel en Bijbel).

## Astronomie in dienst van de goden

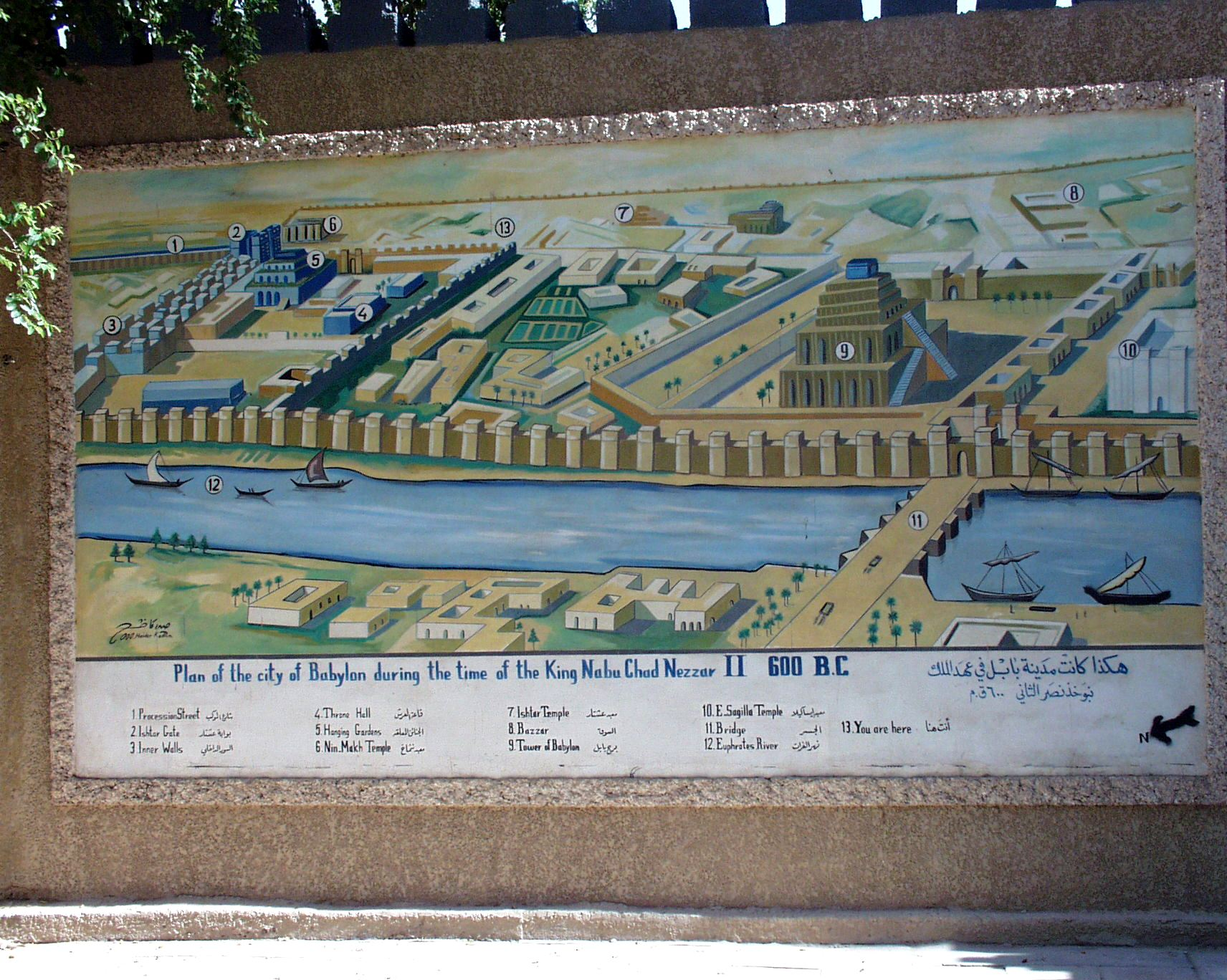
Babylon met linksboven de poort van Ishtar en de toren van Babel

Toen de Amorieten zich eenmaal in Babylon hadden gevestigd, pasten ze zich al snel aan de cultuur van het land aan. De contacten die al lange tijd met de Mesopotamische stadsteden bestonden, droegen daar zeker toe bij. Zelfs op het gebied van religie waren er weinig conflicten, alleen introduceerden de nieuwkomers de cultus van hun eigen stamgod Amurru en voegden ze de weergod Adad aan het Sumerische pantheon toe.
Een belangrijkere ontwikkeling op de lange termijn was de groeiende betekenis van de eigen god van Babylon, Marduk. Naarmate de invloed van de stad toenam, werd ook Marduk belangrijker. Marduk was in eerste instantie een onbelangrijk figuur, maar in de tweede helft van het 2e millennium v.Chr. werd hij vereerd als de grootste der goden en dat was grotendeels te danken aan Babylons politieke oppermacht.
De belangrijkste religieuze gebeurtenis van het Babylonische jaar was Akitu, het nieuwjaarsfeest, dat ter gelegenheid van de lentenachtevening werd gevierd. Het ceremoniële hoogtepunt was het moment waarop de koning een bezoek bracht aan de belangrijkste tempel van de stad om een heilige verbintenis aan te gaan met de godin Inanna. Het feest was een verheerlijking van de lente: het vieren van de vernieuwing van de natuur, in de hoop op rijke oogsten.
Net als alle andere vroege beschavingen waren de Babyloniërs erg bang voor onzekerheden van het leven. Ze schreven ziekte, lijden, en mislukte oogsten toe aan de invloed van kwade demonen. Een van de meest gevreesde boosaardige wezens was Pazuzu, heer van de winddemonen, die koorts veroorzaakte en de gevreesde 'Zeven', waarvan werd gezegd: "Ze kennen geen medelijden of genade en naar gebeden luisteren ze niet". Amuletten vormden de eerste verdedigingslijn tegen kwaadaardige machten, maar mensen hechtten nog meer belang aan voortekens, die onheil en daarmee de wil van de goden aankondigden. Het bestuderen van ingewanden (met name de lever) van offerdieren was een populaire vorm van waarzeggerij die werd verricht door een kaste van speciale priesters.
Andere priesters bestudeerden de banen van sterren en planeten om de wil van de goden te voorspellen. Vanaf de tempeldaken en de hoogste terrassen van de ziggoerats observeerden ze de nachtelijke hemel, die ze het 'hemelse schrijftablet' noemden, waarop de goden hun bedoelingen schreven. Een van de vruchten van hun observaties is de dierenriem: de twaalf sterrenbeelden daarvan werden voor het eerst beschreven door Babylonische astronomen. De priesters legden een verband tussen de stand van de sterren en het geboortetijdstip van mensen. Daarmee creëerden ze de meeste horoscopen en legden ze de basis voor de astrologie.
Bij de Babyloniërs namen de astronomie en astrologie binnen de wetenschappen een opvallende plaats in. De astronomie bestond al van oudsher in Babylonië. Het standaard referentiewerk, dat vanuit een astrologisch standpunt was geschreven, werd later door Berossus in het Grieks vertaald. Maar men nam aan dat het uit de tijd van Sargon de Grote van Akkad stamde. De zodiak was in het gebied reeds uit archaïsche tijden bekend. Men kon eclipsen van zon en maan sinds de oudheid voorspellen. Zoals in de Egyptische oudheid waren ook hier sinds mensenheugenis de observatoria aan de tempels gelieerd en van daaruit werden regelmatig verslagen door de astronomen naar de koning gestuurd. De sterren waren gecodeerd met naam en nummer sinds oeroude tijden. We beschikken over tabellen van lunaire longitudes en van observaties van de gedaanten van Venus. Er werd uiteraard bijzondere aandacht besteed aan het opmaken van de kalender. Men treft er zowel een week van zeven dagen als een van vijf dagen in gebruik.
De Babylonische astrologie steunde op het geloof dat het hele universum in nauwe relatie met de ons bekende wereld ontstaan was. In de oudheid vond men het geen toeval dat sterren en planeten in een bepaalde goddelijk patroon waren geordend bij hun schepping.
In de Seleucische en Parthen periodes waren de astronomische verslagen uiterst wetenschappelijk. Men weet niet hoeveel eerder hun geavanceerde kennis en methoden zijn ontwikkeld, maar de Babylonische fase van ontwikkeling van methodes ter voorspelling van de bewegingen van de planeten wordt als een mijlpaal in de geschiedenis van de sterrenkunde beschouwd.

## Wetenschap, mythe en literatuur
Naast de hemellichamen richtte men zich in Babylon ook op de geneeskunde, toen nog steeds nauw verwant met magie. Wanneer patiënten geneeskrachtige drankjes dronken, werden daarbij bezweringen en gebeden gezongen om de werking ervan te garanderen. De wetenschap van wiskunde was in de tijd van Hammurabi al in gebruik: men moest immers al kunnen rekenen om de velden op te meten en de benodigde hoeveelheden materiaal voor bouwprojecten te berekenen. De Babylonische rekenkunde was gebaseerd op een stelsel waarbij het getal zestig centraal stond. De invloed daarvan op de moderne wereld is nog steeds zichtbaar in de zestig seconden in een minuut en zestig minuten in een uur, evenals in de verdeling van cirkels in 360 graden.
De Babyloniërs boekten enorme vooruitgang in de mathematica. In de geometrie ontdekten mathematici het principe van de stelling van Pythagoras, ver voordat de Griekse denker er de naam aan gaf die er tegenwoordig voor gebruikt wordt.
Babylon had ook een levendige literaire cultuur, die grotendeels rond de oude legenden van de goden draaide. De oorsprong van 's werelds oudste literaire klassieker, het Gilgamesj-epos, ligt in vroegere, Sumerische tijden. Gilgamesj zelf heeft echt bestaan en was een heerser over Uruk in het 3e millennium v.Chr., maar de versie die is overgeleverd, is bijna duizend jaar later in Babylon geschreven. De Babyloniërs stelden ook woordenboeken samen, met woorden in hun eigen taal en in vreemde talen. Ze maakten catalogi van planten en dieren en geografische woordenboeken van steden, bergen en zeeën. Andere lijsten bevatten de regeringsperioden van koningen, met korte opmerkingen over de belangrijkste gebeurtenissen van die tijd.
Ondanks deze enorme en veelzijdige kennis werd het Babylonische wereldbeeld geheel bepaald door mythologie. De priesters en denkers beschouwden het heelal als een bol met twee helften. De bovenste helft bestond uit het hemelgewelf met de sterren, terwijl de onderste helft de onderwereld was. Tussen deze beide halfronden lag een zoutwateroceaan, genaamd Tiamat ("die allen baarde"), waarop de platte aarde als een soort eiland dreef. Onder de aarde was nog een oceaan, die de Babyloniërs Apsu noemden. De god Ea regeerde over deze zoetwateroceaan.

## Musea met een belangrijke Babylonische collectie
- Pergamonmuseum, Berlijn, Duitsland
- British Museum, Londen, Verenigd Koninkrijk